# Pluja

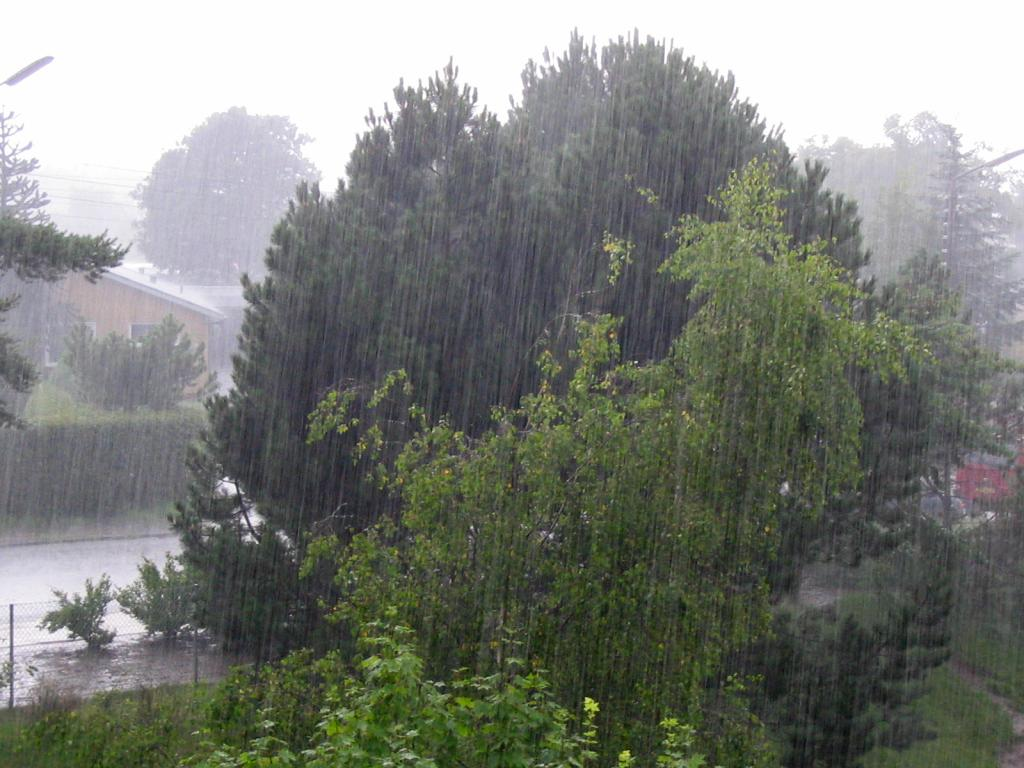
Pluja

La pluja és precipitació en forma de gotes d'aigua líquida, de diàmetre superior a 0.5 mm, tot i que si es dispersa les gotes poden tenir una mida inferior. El diàmetre de cada gota de pluja pot arribar als 3 mm, i el diàmetre màxim de les gotes unides és de 7 mm.
Les gotes de pluja tenen el seu origen en els núvols, formats a partir de la condensació del vapor d'aigua present a l'atmosfera, a causa del refredament adiabàtic que experimenten les parcel·les d'aire ascendent, i cauen per efecte de la gravetat.
Es tracta d'un meteor que forma part del cicle de l'aigua.

## Formació

Mida de les gotes d'aigua:
A) Les gotes no tenen la forma amb què s'acostumen a representar.
B) Les gotes molt petites són gairebé esfèriques.
C) La part inferior de les gotes més grans s'aplana a causa de la resistència de l'aire, cosa que els dona l'aparença d'un panet rodó.
D) Les gotes grans oposen més resistència a l'aire i això les fa inestables.
E) Les gotes molt grans es divideixen a causa de la resistència de l'aire.

### Aire humit i condensació
L'aire de la troposfera conté vapor d'aigua, la quantitat del qual es pot mesurar en forma de proporció de mescla (proporció de la massa del vapor d'aigua respecte a la massa d'aire sec). Una altra manera més comuna de mesurar el vapor d'aigua contingut en l'aire és la humitat relativa; és a dir, la proporció, en tant per cent, de la quantitat de vapor present a l'atmosfera respecte a la que aquesta pot suportar abans de saturar-se. Quan s'arriba al punt de saturació (100% d'humitat relativa), el vapor d'aigua es condensa en forma d'aigua líquida, formant núvols o boira, sempre que hi hagi la presència de nuclis de condensació (pols, pòl·lens, aerosols...), unes partícules microscòpiques extraordinàriament abundants a l'atmosfera.
El vapor d'aigua que pot contenir l'atmosfera abans de saturar-se depèn, bàsicament, de la pressió atmosfèrica i de la temperatura. En general, donada una determinada pressió atmosfèrica, l'aire admet més vapor com més alta és la temperatura. Per tant, un dels camins que pot dur a la saturació de l'aire és el refredament.
L'aire humit es pot refredar amb diversos mecanismes. El més comú és el refredament per ascens: l'aire ascendeix, i quan més s'eleva més disminueix la seva temperatura. Aquesta baixada de temperatura és conseqüència del descens de la pressió atmosfèrica. Un altre mecanisme de refredament pot ser la barreja d'una massa d'aire càlida i humida amb una de més freda.
L'aire adquireix humitat a partir de diverses fonts, mitjançant l'evaporació de l'aigua de la superfície dels oceans, llacs i rius, i de la transpiració de les plantes. L'evaporació de l'aigua té lloc quan es dona un contrast de temperatura.

### Creixement i evolució de les gotes de pluja
En un núvol calent, les gotetes augmenten de mida per condensació del vapor d'aigua que les envolta i per coalescència (l'addició d'una o més petites gotes per col·lisió per tal de formar una gota més gran) amb altres gotes. Mentre aquestes gotetes diminutes no mesuren més de 0,006 mm, són sostingudes pels més lleugers moviments ascendents de l'aire. El seu creixement va formant gotes més grosses fins a arribar un moment, al voltant de 0,5 mm de diàmetre, que els corrents ascendents són incapaços de sostenir-les en suspensió i cauen en forma de pluja.
En un núvol fred, si les gotetes troben nuclis de congelació (que són molt menys habituals que els de condensació), es transformaran en cristalls de gel. Aquests cristalls creixeran per condensació, però sobretot per l'efecte Bergeron, i acabaran caient tot capturant altres flocs més petits per augmentar la seva mida. Quan passen per capes d'aire que són per sobre del punt de congelació, els flocs es fonen i continuen creixent com les gotes dels núvols calents. Les variacions de la temperatura durant el seu recorregut poden ocasionar altres formes de precipitació, com la pluja gelant o la calamarsa.
Segons la humitat relativa de l'aire que es troba sota del núvol, una part de les gotes de pluja poden evaporar-se abans d'arribar a terra. Quan l'aire és molt sec, la pluja s'evapora completament abans d'arribar a terra i dona origen al fenomen conegut amb el nom de virga. Això es produeix sovint als deserts càlids i secs, però també allà on la pluja prové de núvols amb poca extensió vertical.

### Pluja artificial
És possible crear pluja artificial per nucleació de petites gotes d'aigua amb l'ajuda d'un producte químic que actuï com a nucli de condensació. La sembra de núvols consisteix a dispersar aquest agent a l'altura dels núvols amb avions o coets. Als països industrialitzats o desenvolupats, el règim setmanal de la pluja és modificat per la pol·lució; la precipitació és més escassa durant el cap de setmana a causa de la disminució de la presència d'aerosols sulfurats que actuen com a nuclis de condensació de les gotes d'aigua. L'escalfament global i el consegüent canvi climàtic que s'està produint, probablement també alteren el règim de les pluges, però d'una manera que encara no comprenem amb claredat atesa la gran complexitat dels fenòmens meteorològics.

## Tipus
La pluja és un dels principals components del cicle de l'aigua i és la responsable de dipositar la major part de l'aigua dolça del planeta. Depenent de les condicions meteorològiques i geogràfiques, es poden diferenciar diverses formes de pluja. La classificació de la pluja es pot fer segons la seva durada o intensitat, segons els mecanismes que l'originen, la seva distribució espacial o l'impacte causat sobre el terra, per citar alguns exemples. És possible classificar la mateixa pluja segons diferents criteris, de vegades depenent de la perspectiva de l'observador; a continuació n'hi ha alguns exemples:

### Segons el mecanisme que provoca la pluja
Entre els mecanismes que produeixen la precipitació d'aigua, s'inclouen els processos convectius els frontals
i els orogràfics.

#### Pluja orogràfica

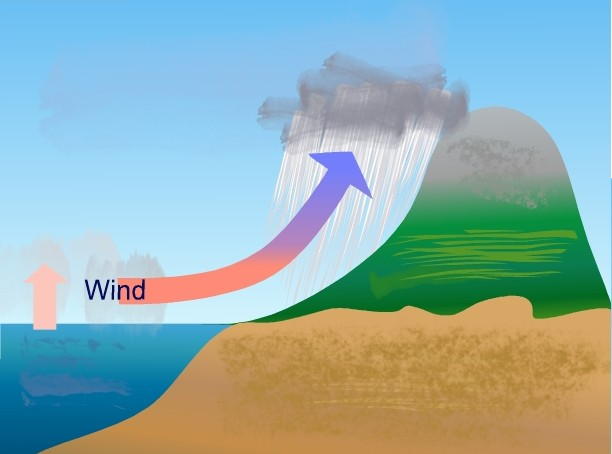
Pluja orogràfica

La pluja d'origen orogràfic es produeix al costat de sobrevent de les muntanyes quan el vent aixeca l'aire humit del mar o de les planes en trobar-se una serralada al seu camí, aquesta elevació de l'aire humit provoca un refredament i una condensació del vapor d'aigua que forma els núvols que donaran la pluja. Aquest tipus de pluja es produeix a les zones tropicals, a les subtropicals i a les temperades, i pot durar d'unes hores a pocs dies; rarament s'allarguen durant setmanes.
Aquest és el mecanisme que provoca alguns dels aiguats de tardor a la costa del País Valencià i a Catalunya: el vent de llevant procedent del mar i carregat d'humitat es troba amb les serralades costaneres (serralada Litoral Catalana, serralada Prelitoral, serra d'Irta, serra d'Aitana) i és obligat a pujar formant núvols potents que provoquen pluges intenses. També és l'explicació de per què hi ha més precipitació a les muntanyes. Segons la disposició de la serralada, és possible que el vessant dels vents dominants sigui molt més humit que l'altre, tot causant-hi una ombra orogràfica: l'aire, en perdre la humitat, esdevé sec i càlid en baixar per l'altre vessant i augmentar la pressió atmosfèrica.

#### Pluja convectiva

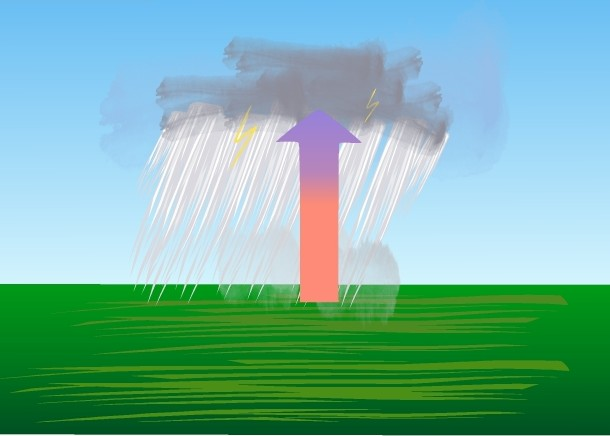
Pluja convectiva

La pluja de convecció és un tipus de pluja que cau de núvols formats per convecció; els processos convectius ocorren principalment a les zones tropicals i subtropicals, però també en l'estació càlida de les zones temperades, incloent-hi els Països Catalans, i sovint a partir de la tarda i vespre; serien les nostres tempestes d'estiu. La convecció és causada per l'escalfament de l'aire en una zona determinada, l'aire calent puja i, a mesura que ascendeix, es va refredant. Si aquest aire calent és humit, en arribar a una certa altura, el vapor d'aigua arriba a la seva saturació i es condensa formant núvols convectius, com per exemple els cumulonimbes o els cumulus congestus, en què es podran produir els processos de formació de la pluja que produiran la precipitació. La mida i el tipus dels núvols dependran de la intensitat dels corrents ascendents, de la massa d'aire i la seva humitat, i de la temperatura i tipus de terreny. En condicions òptimes, una tempesta es pot formar en poques hores. Les pluges que es produeixen són en forma de ruixats que varien ràpidament d'intensitat; acostumen a ser de curta durada i són molt localitzats a causa de la poca extensió horitzontal que tenen els núvols convectius. La precipitació de calamarsa s'associa a una pluja de convecció.
A les latituds mitjanes, aquest tipus de pluja també s'associa als fronts freds, les línies de tempestes i els fronts càlids amb aire extremadament humit.

#### Pluja frontal

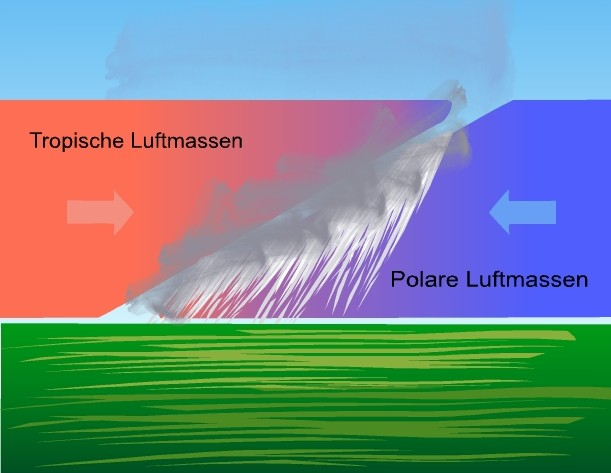
Pluja frontal

La pluja frontal o estratiforme és causada pels sistemes frontals (fronts freds i fronts càlids) que acompanyen les depressions atmosfèriques, que es formen quan l'aire calent, sovint tropical, es troba amb aire més fred d'origen polar. Aquest tipus de pluja es produeix a les zones temperades i subtropicals, els seus núvols característics són els nimbostratus.
La pluja frontal es produeix quan es troben masses d'aire de diferent densitat, humitat i temperatura; la massa més densa es posa per sota de la menys densa en forma de falca obligant l'aire a pujar; en pujar l'aire, es refreda i es produeix la condensació del vapor d'aigua que donarà pas als núvols i a la pluja. El principi és similar al que origina les pluges orogràfiques, però en aquest cas l'obstacle no és una muntanya sinó una altra massa d'aire de diferent densitat.

### Altres tipus de pluja
La pluja es pot classificar en funció d'altres criteris, per exemple en funció del seu impacte sobre el terreny:

#### Pluja gelant
La pluja gelant és un tipus de precipitació atmosfèrica líquida que es congela a l'instant quan toca el terra o un objecte. És molt perillosa perquè forma una capa de gel sobre carrers i carreteres. La pluja gelada es forma en els núvols en forma de flocs de neu, però durant la seva caiguda troba capes d'aire per sobre de 0 °C i es fon completament, però es troba que la capa d'aire que hi ha sobre el terra està per sota del punt de congelació; a causa de la tensió superficial de les gotes i a la velocitat de caiguda, no es tornen a congelar fins que no toquen la superfície terrestre. Això ocorre especialment a l'hivern en situació d'inversió tèrmica.

#### Pluja àcida

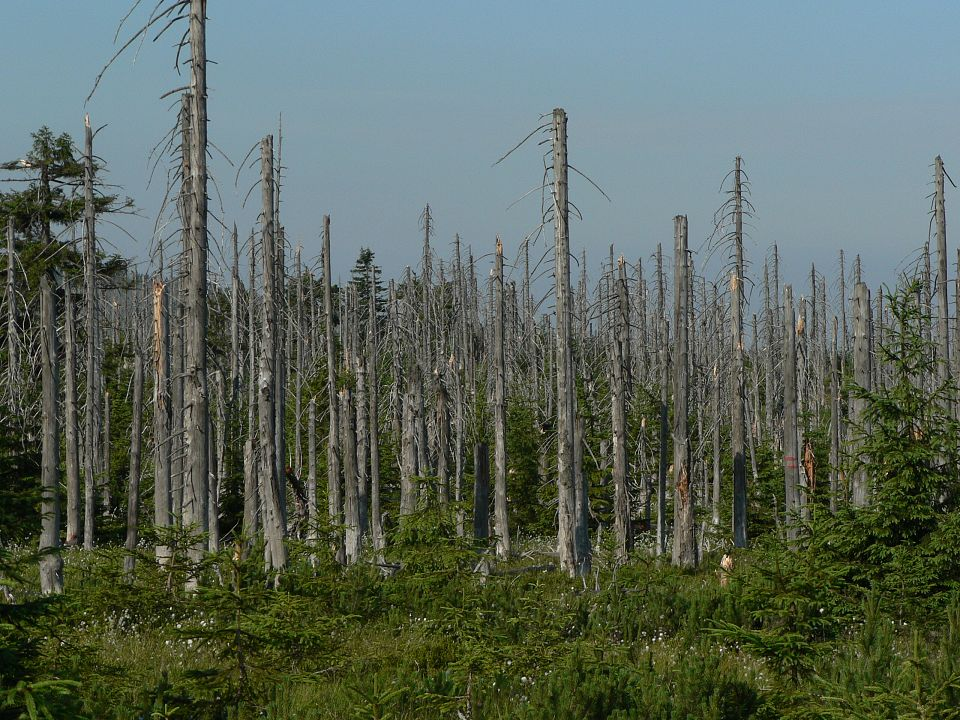
Efectes de la pluja àcida

La pluja àcida és un tipus de pluja que es caracteritza per tenir uns nivells de pH (la mesura de l'acidesa) inferiors als normals, cosa que significa que és més àcida. La causa d'aquesta acidificació de la pluja cal trobar-la en la barreja de l'aigua amb els productes del sofre i del nitrogen que s'ocasionen en la combustió, com per exemple l'òxid nitrós, l'òxid nítric o el diòxid de sofre, que en combinar-se amb l'aigua generen àcid nitrós, àcid nítric, i àcid sulfúric. Aquest fenomen s'havia produït en la història de la terra a causa de les erupcions volcàniques, però en els darrers temps s'ha incrementat i sovinteja d'ençà que l'era industrial ha dut a terme una crema massiva de combustibles fòssils. Aquesta pluja mata les plantes i causa la desaparició de boscos sencers.

#### Pluja torrencial
Una pluja torrencial és un xàfec extremadament fort i violent, normalment associat a una tempesta i acompanyat de llamps i calamarsa, de durada curta i sobre una zona petita. Aquestes pluges sovint causen inundacions, especialment si coincideixen amb un relleu adequat per tal que es produeixi un efecte orogràfic que incrementi la quantitat de la precipitació. Aquestes pluges es produeixen en núvols convectius amb un gran desenvolupament vertical (cumulonimbe), de vegades de més de 15 km, i la precipitació pot ser de 100 mm per hora.

#### Pluja de fang
La pluja de fang és una pluja carregada de pols, principalment argila, que deixa marques de fang que taquen el terra, cotxes, etc. La causa en són masses d'aire procedents del desert del Sàhara que arriben a Europa carregades de pols; les partícules més fines són aixecades a grans altures pel vent i arriben a les nostres latituds i, quan plou, les gotes s'emporten la pols en suspensió. A Catalunya, arriba pols de quatre zones principals, d'una zona prop del golf de Gabès a Tunísia, d'una zona de la costa africana situada entre el Sàhara occidental i Mauritània, d'una zona a l'Àfrica central entre l'Ahaggar i Timbuctu i de la depressió de Bodele, al nord del Txad.

#### Pluja d'animals
La pluja d'animals és un fenomen meteorològic extraordinari, que consisteix en la caiguda del cel de nombrosos animals, freqüentment d'una sola espècie. Aquesta precipitació atípica pot o no estar acompanyada de pluja comuna. Habitualment, aquestes pluges estan compostes per peixos o granotes. L'explicació estaria lligada a la presència de tornados (o mànegues) que xuclarien els animals del mar o en passar per sobre d'una bassa, aixecant-los a gran altura i transportant-los a grans distàncies.

## Classificació de la quantitat de pluja
Per a expressar la quantitat de pluja caiguda, s'utilitza una mesura en mil·límetres (mm), o de manera equivalent, en litres per metre quadrat, durant un període. Així, per exemple, es parlarà de 80 litres per metre quadrat en 24 hores o 20 litres per metre quadrat en una hora. Es parla de xàfec quan la precipitació cau de sobte i de manera intensa durant poc temps i de ruixat quan la precipitació és de curta durada i de poca quantitat.
En la informació meteorològica, s'acostuma a utilitzar adjectius per a expressar la quantitat de pluja i la seva intensitat. La classificació que s'utilitza més habitualment a Catalunya és la del Servei Meteorològic de Catalunya (SMC), però en altres zones dels Països Catalans i a la resta de l'estat espanyol s'utilitza també el criteri de classificació de l'Agència Estatal de Meteorologia (AEMET). En la taula 1, podem veure una comparativa dels criteris d'acumulació en 24 h i intensitat en 30 i 60 minuts, segons l'AEMET i el SMC.
Taula 1. Classificació de la precipitació segons la intensitat mitjana
Font: SMC i AEMET
En la taula 1, veiem classificacions per a diferents duracions, però en tots els casos es tracta d'acumulacions (o intensitats mitjanes). De fet, existeix una relació entre totes aquestes classificacions que ve donada per l'índex n o índex de regularitat de la intensitat (taula 2). Aquest índex mesura la relació entre la intensitat i la duració d'una precipitació donada, tant des del punt de vista de la meteorologia com des de la climatologia. En aquest últim àmbit d'ús, les corbes que descriuen aqueix comportament s'anomenen corbes IDF o d'intensitat-duració-freqüència.
Taula 2. Classificació de la precipitació segons la regularitat
|  | n         | Variabilitat de la intensitat | Interpretació del tipus de precipitació       |
|  | 0,00-0,20 | Pràcticament constant         | Molt predominantment advectiva o estacionària |
|  | 0,20-0,40 | Dèbilment variable            | Predominantment advectiva                     |
|  | 0,40-0,60 | Variable                      | Efectiva                                      |
|  | 0,60-0,80 | Moderadament variable         | Predominantment convectiva                    |
|  | 0,80-1,00 | Fortament variable            | Molt predominantment convectiva               |

Font: Divulgameteo

## Els noms de la pluja
Hi ha moltes maneres de denominar la pluja en funció de la quantitat, la intensitat i la zona geogràfica.
A grans trets, parlem de plugim quan les gotes són inferiors a 0,5 mm i de pluja quan tenen un diàmetre superior. El plugim també s'anomena plovisqueig, plovineig, ploviscó, plugina, gotellim, ruixim, roina i xim-xim. La pluja menuda també rep els noms de borrim, brusquina i brusca.
Altres termes:
- Aiguaneu: pluja barrejada amb neu.
- Aiguat o plujat: pluja forta que produeix torrentades i inundacions.[2]
- Gotellada: pluja de curta durada, de gotes grosses i espaiades.
- Ruixat: pluja de curta durada, a intervals.
- Xàfec: similar al ruixat, però de més intensitat.
- Tromba d'aigua: pluja d'intensitat torrencial.
- Alaboc: pluja molt forta, sobtada i de curta durada.[25][26]

## Precipitacions al món

### Europa
Al Regne Unit, la majoria de pluja és portada al país pels alisis sud-occidentals que segueixen els càlids corrents del corrent del Golf. Les zones situades a les costes occidentals poden rebre entre 1.000 mm (a nivell del mar) i 2.500 mm (a la muntanya) de pluja per any. La ciutat noruega de Bergen és una de les ciutats més plujoses d'Europa, amb una precipitació anual mitjana de 2.250 mm.

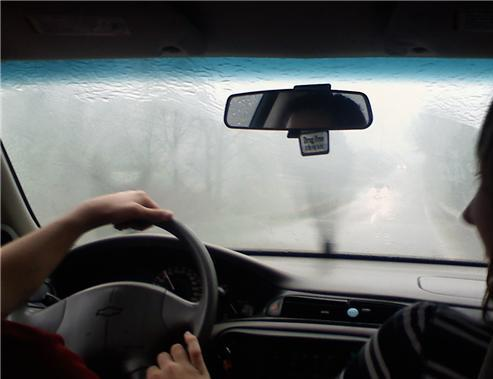
Cau pluja sobre un parabrisa

### Nord-amèrica
Una ciutat ben coneguda per la pluja és Seattle (Estats Units). La pluja hi és habitual a l'hivern, però majoritàriament el clima és nuvolós amb poca pluja. La precipitació mitjana a Seattle és de 942 mm per any, menys que els 1.173 mm de Nova York, però Seattle té uns 201 dies ennuvolats per any, comparat amb 152 a Nova York. La ciutat veïna de Seattle cap al sud, Portland, rep més pluja, amb una mitjana de 1.143 mm per any. Tanmateix, cal remarcar que Seattle es troba a l'ombra orogràfica de les pròximes muntanyes Olímpiques, i alguns punts dels costats de sobrevent de les muntanyes reben prop de 3.300 mm per any. La ciutat més plujosa dels 48 estats contigus dels Estats Units és Mobile (Alabama), amb una mitjana de 1.702 mm de precipitacions per any. Ketchikan i altres indrets de la selva pluvial temperada del sud-est d'Alaska reben una mitjana de 4.064 mm de pluja per any, i a vegades superen 5.000 mm per any.

### Àsia
Cherrapunji, situada a les faldes meridionals de l'Himàlaia oriental a Shillong (Índia) és un dels llocs més humits de la Terra, amb precipitacions mitjanes anuals d'11.430 mm. Les precipitacions més importants registrades en un sol any foren els 22.987 mm del 1861.
La mitjana sobre 38 anys de Mawsynram (Meghalaya, Índia) és d'11.873 mm. Com a Cherrapunji, la precipitació de Mawsynram es concentra a l'estació del monsó, mentre que la pluja d'altres llocs famosos per les pluges com Tutunendo i Waialeale es reparteix més homogèniament al llarg de l'any. Tanmateix, com que a Mawsynram no hi ha cap oficina del departament meteorològic, sinó només un treballador del Departament d'Obres Públiques de Meghalaya que registra les dades sense supervisió, Cherrapunji és presentada sovint com el lloc més plujós del món per a fins estadístics. Els experts han expressat dubtes sobre les dades de les precipitacions. El 1850, Joseph Dalton Hooker, un metge de la Royal Navy esdevingut naturalista, que passà els mesos del monsó a Cherrapunji, hi registrà variacions. "Quedà perplex pels patrons de pluja curiosament localitzats; moveu el vostre indicador uns quants centenars de metres i només registrarà la meitat que abans," escrigué Alexander Frater en el seu llibre Chasing the Monsoon. Això demostra que registrar les precipitacions als llocs més plujosos del món sempre ha estat una tasca difícil per als meteoròlegs.

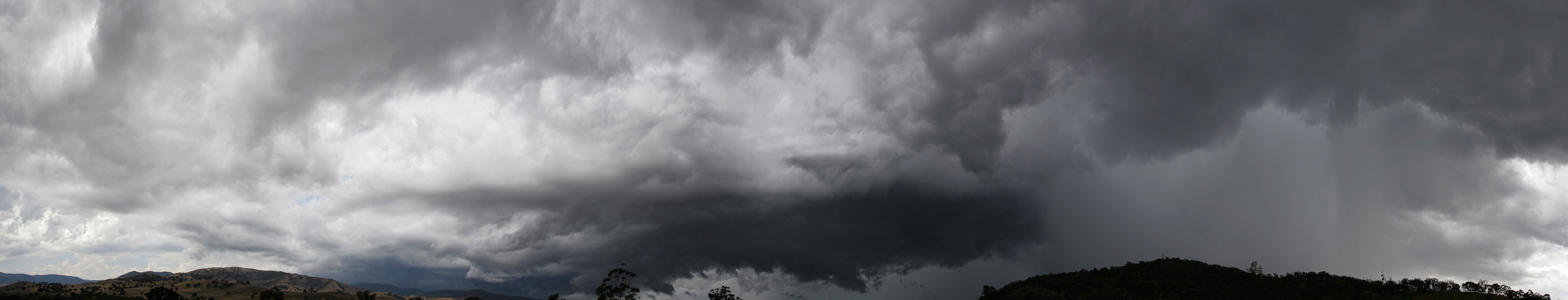
Un panorama amb un núvol de pluja a la dreta

| Any  | Precipitacions a Cherrapunji (mm) | Precipitacions a Mawsynram (mm) |
| ---- | --------------------------------- | ------------------------------- |
| 2002 | 12.262                            | 11.300                          |
| 2001 | 9.071                             | 10.765                          |
| 2000 | 11.221                            | 13.561                          |
| 1999 | 12.503                            | 13.444                          |
| 1998 | 14.536                            | 16.090                          |

### Sud-amèrica
Lloró, un poble situat a Chocó (Colòmbia), és probablement el lloc amb les precipitacions mesurades més significatives del món, amb una mitjana de 13.300 mm per any. De fet, tot el departament de Chocó és extraordinàriament humit. Tutunendo, un petit poble situat al mateix departament, és un dels llocs més plujosos del món, amb una mitjana d'11.394 mm per any; el 1974, el poble rebé 26.303 mm, les pluges anuals més importants mai registrades a Colòmbia. A diferència de Cherrapunji, que rep la majoria de precipitacions entre abril i setembre, Tutunendo rep la pluja distribuïda gairebé uniformement al llarg de l'any. Els mesos de gener i febrer tenen tempestes un xic menys freqüents. De mitjana, Tutunendo té 280 dies de pluja per any. Més de dos terços de la pluja (un 28%) cau durant la nit. La humiditat relativa mitjana és d'un 90% i la temperatura mitjana és de 26,4 °C. Quibdó, la capital de Chocó, és la ciutat més plujosa del món amb més de 100.000 habitants: 9.000 mm per any. Les tempestes a Chocó poden deixar 500 mm de pluja en un dia. Això és més del que cau en moltes ciutats en un any.

### Oceania
Tot i que Austràlia és el continent més sec del món, el mont Bellenden Ker, al nord-est del país, registra una mitjana de 8.000 mm per any, i el 2000 s'hi registraren més de 12.000 mm de pluja.
Melbourne té una reputació semblant a la de Seattle. En la imaginació popular, es creu que és molt més plujosa que Sydney; tanmateix, Sydney rep una mitjana de 1.213 mm de pluja per any, en comparació amb els 648 mm de Melbourne. En canvi, Sydney té 46 dies nuvolosos menys a l'any que Melbourne, amb 133, en contrast amb el 179 de Melbourne.
El mont Waialeale, a l'illa de Kauai de les illes Hawaii, té una mitjana de més d'11.680 mm de pluja al llarg dels últims 32 anys, amb un rècord de 17.340 mm el 1982. El seu cim és considerat un dels llocs més plujosos del món, i en textos turístics se l'ha promogut des de fa molts anys com el lloc més plujós del món.

## La pluja en la cultura popular catalana
La pluja és protagonista d'una cançoneta per a la mainada en l'àmbit tradicional català:
| «          | PLOU i FA SOL Plou i fa sol, les bruixes es pentinen; Plou i fa sol, les bruixes porten dol. Plou i fa sol, les bruixes es pentinen. Plou i fa sol, les bruixes fan un ou. | » |
| — Popular. | |   |

## Comparació amb altres fenòmens meteorològics
| Meteor  | Visibilitat | Humitat | Aerosol            |
| ------- | ----------- | ------- | ------------------ |
| Boira   | <1 km       | 90-100% | Aigua o gel        |
| Boirina | 1 a 10 km   | 80-90%  | Aigua o gel        |
| Pluja   | <3 km       | 100%    | Aigua o gel        |
| Plugim  | <1 km       | 100%    | Aigua o gel        |
| Calitja | >2 km       | < 80%   | Partícules sòlides |
| Broma   | <2 km       | < 80%   | Partícules sòlides |